# Nuchata conica
Nuchata conica är en stekelart som beskrevs av Boucek 1988. Nuchata conica ingår i släktet Nuchata och familjen puppglanssteklar.
Artens utbredningsområde är Papua Nya Guinea. Inga underarter finns listade i Catalogue of Life.